# Lista das regiões do Burkina Faso por IDH
Esta é uma lista das regiões administrativas do Burkina Faso pelo Índice de Desenvolvimento Humano de 2019.
| Classificação                | Região                       | IDH (2019)                   | Países comparáveis (2019)    |
| Desenvolvimento humano médio | Desenvolvimento humano médio | Desenvolvimento humano médio | Desenvolvimento humano médio |
| ---------------------------- | ---------------------------- | ---------------------------- | ---------------------------- |
| 1                            | Região Centro                | 0,646                        | Namíbia                      |
| Baixo desenvolvimento humano |                              |                              |                              |
| 2                            | Hauts-Bassins                | 0,498                        | Gâmbia                       |
| 3                            | Cascatas                     | 0,462                        | Eritreia                     |
| 4                            | Center-Sul                   | 0,460                        | Eritreia                     |
| 5                            | Center-Oeste                 | 0,456                        | Moçambique                   |
| -                            | Burkina Faso                 | 0,452                        | Serra Leoa                   |
| 6                            | Plateau-Central              | 0,442                        | Mali                         |
| 7                            | Centro-Este                  | 0,441                        | Mali                         |
| 8                            | Região Norte                 | 0,439                        | Mali                         |
| 9                            | Boucle du Mouhoun            | 0,419                        | Sudão do Sul                 |
| 10                           | Centro-Norte                 | 0,406                        | Chade                        |
| 11                           | Sul Oeste                    | 0,372                        | Níger                        |
| 12                           | Região Este                  | 0,356                        | Níger                        |
| 13                           | Sahel                        | 0,290                        | Níger                        |